# Piotr Prabucki
Piotr Prabucki (ur. 19 grudnia 1968 w Inowrocławiu) – polski piłkarz, grający na pozycji napastnika.

## Kariera piłkarska
Swoją karierę sportową rozpoczął w Goplanii Inowrocław. Po dwóch latach przeniósł się do Lechii Gdańsk, gdzie zadebiutował 9 sierpnia 1987 roku w meczu I ligowym. W sezonie 1989/90 reprezentował barwy białostockiej Jagielloni. W następnym roku już grał w GKS Katowice, z którym zdobył Puchar Polski’ 91. W wyniku słabej gry trafił do Poznania, gdzie reprezentował Wartę w II lidze, lecz pół roku później awansował z nią do ekstraklasy i po dwóch świetnych sezonach (65 meczów i 25 bramek) rozpoczął grę u lokalnego rywala – Lecha. Tam zabłysnął w lidze 1995/96 strzelając 14 bramek w 26 występach, jednak następne pół roku dla Prabuckiego było już mniej udane (12 meczów i 2 gole) i musiał się pożegnać z klubem przy Bułgarskiej. Następnie grał znowu w Warcie Poznań, z krótkim epizodem w Pogoni Szczecin na wiosnę 1997 roku. W 1999 roku zaliczył grę w dwóch klubach, najpierw w Petrochemii Płock, a potem w KP Konin. Od 2000 roku do wiosny 2001 roku kolejny raz reprezentował Wartę Poznań, a następnie przeniósł się znów do Konina. Swoją długoletnią karierę piłkarską zakończył w rodzimym klubie, Goplanii Inowrocław w 2004 roku.
Razem w I lidze rozegrał 180 meczów, strzelając w nich 53 goli.

## Sukcesy
- GKS Katowice:
  - Puchar Polski: 1991